# Baranyajenő
Baranyajenő es un pueblo ubicado en el condado de Baranya, Hungría.

## Superficie
Posee una superficie de 15,55 kilómetros cuadrados.

## Demografía
Hasta 2021 la población era de 424 habitantes, con una densidad de población de 27,26 habitantes por kilómetro cuadrado.